# A155 (Russland)
Die A155 ist eine Fernstraße föderaler Bedeutung in der Republik Karatschai-Tscherkessien der Russischen Föderation.

## Verlauf
Die A155 ist Teil der historischen Suchumer Heerstraße, die den russischen Nordkaukasus mit der abchasischen Hauptstadt Sochumi verbindet. Auf russischem Territorium führt sie von der Republikhauptstadt Tscherkessk den Fluss Kuban aufwärts in südlicher Richtung zu den Touristenzentren Teberda und Dombai unweit des Hauptkammes des Großen Kaukasus. Die Straße ist 125 km lang.
Der früher zur A155 gezählte, nördlich anschließende 65 km lange Abschnitt von Kotschubejewskoje bei Newinnomyssk in der Region Stawropol an der R217 Kawkas (früher M29) über Erken-Schachar bis Tscherkessk hat seit 2010 als Anbindung einer Hauptstadt eines Föderationssubjektes den Status einer Zweigstrecke der R217. 
000 km – Tscherkessk
013 km – Ust-Dscheguta
040 km – Sary-Tjus, Abzweigung der (ehemaligen) R256 Richtung Selentschukskaja, weiter nach Maikop
055 km – Karatschajewsk, Abzweigung der A157 nach Pjatigorsk
100 km – Teberda
116 km – Abzweigung nach Sewerny Prijut und zum Kluchorpass (unbefestigte Straße nach Abchasien)
125 km – Dombai

## Ausbaupläne
Die russische Regierung erklärte im Juli 2010, sie wolle gemeinsam mit der Regierung der von Georgien abtrünnigen Republik Abchasien eine neue Straßenverbindung entlang der alten Heerstraße von Tscherkessk zur abchasischen Hauptstadt Suchumi schaffen. Die A 155 soll so mit der auf abchasischer Seite vorhandenen Straße durch das Kodori-Tal verbunden werden. Bislang besteht nur eine unbefestigte Verbindung beider Straßen über den Kluchorpass in 2781 m Höhe.